# Xã Hughes, Quận Slope, Bắc Dakota
Xã Hughes (tiếng Anh: Hughes Township) là một xã thuộc quận Slope, tiểu bang Bắc Dakota, Hoa Kỳ. Năm 2010, dân số của xã này là 6 người.